# 국가과학기술인력개발원
국가과학기술인력개발원(國家科學技術人力開發院, Korea Institute of Human Resources Development in Science and Technology, KIRD)은 국내 유일의 과학기술인 경력개발 기관으로 충북 청주시 청원구 오창읍에 위치한 과학기술정보통신부 소관의 공공기관이다. 한국과학기술기획평가원(KISTEP) 부설기관으로서, '과학기술기본법', '한국과학기술기획평가원 정관'에 근거하여 2007년 11월 설립되었다. 설립 목적은 과학기술 전문인력의 재교육을 통해 경력 전문성을 높이고 리더십 · 공감역량을 강화하여, 국가 R&D 투자 효율성 제고에 기여하는 것이다.

### 설립목적 및 주요기능
- 설립목적 : 과학기술인력의 자기계발과 변화·혁신에 필요한 교육 제공 및 조사연구를 통해 국가R&D 투자 효율성과 생산성 제고
- 주요기능
  - 과학기술인력에 대한 체계적이고 효율적인 교육 프로그램 개발 및 시행
  - 과학기술인력 교육 사업 및 유관기관 간 상호 연계·협력·조정
  - 과학기술인력 교육 시스템 구축 및 교육 프로그램 DB 구축·운영
  - 정부에서 위임·위탁하는 과학기술인력인력개발 관련 사업 수행
  - 기타 과학기술 진흥을 위한 제반 교육사업 수행

### 연혁
- 2007. 11  연구개발인력교육원 설립
- 2010. 08  연구개발 전문교육기관 지정 (국가연구개발사업의 관리 등에 관한 규정)
- 2013. 08  출연(연) 재교육 전담기관 지정 (국가과학기술연구회)
- 2014. 01  국가과학기술인력개발원으로 기관명 변경
- 2015. 01  과학기술인력 기술교육 및 재교육 실시기관 지정 (과학기술기본법 제23조)
- 2015. 04  재난안전 전문교육 실시기관 지정 (재난 및 안전관리 기본법 제 29조의 2)
- 2015. 08  오창청사 건립
- 2017. 11  『KIRD 미래비전 2030 : 도전과 비상』 수립
- 2018. 12  학습서비스경영시스템(ISO29990) 및 가족친화인증 획득
- 2019. 05  KIRD 혁신방안 수립
- 2019. 10  과학기술인 경력개발지원체계 구축
- 2019. 12  교육기관경영시스템(ISO21001) 인증 획득
- 2020. 04  제5대 박귀찬 원장 취임
- 2020. 11  바른채용경영시스템 인증 획득
- 2021. 01  GWP(Great Work Place) 인증 획득
- 2021. 09  2021년도 인적자원개발 우수기관 인증사업(Best HRD) 공공부문 인적자원개발 최우수기관 선정
- 2021. 09  부패방지경영시스템(ISO 37001) 인증 획득
- 2021. 11  국가품질혁신상 인재개발 부문 대통령 표창 수상
- 2022. 03  과학기술인 온․오프라인 통합 교육시스템(알파캠퍼스) 오픈
- 2023. 01  과학기술정보통신부 연구사업·기관운영 평가 ‘우수’ 등급
- 2023. 08  제6대 배태민 원장 취임
- 2024. 12  여성가족부 가족친화인증 대통령 표창 수상

### 조직 ('25. 1. 1. 기준)
- 경영전략본부 
  - 경영기획실
  - 인사총무실
  - 인프라운영실

- 인재개발본부 
  - 조사연구실
  - 경력기반실
  - 경력성장실

- 인재교육본부
  - 교육기반실
  - 기본교육실
  - 전문교육실
  - 스마트교육실
- 인재혁신센터

### 주요 시설
- 오창청사  보관됨 2021-01-11 - 웨이백 머신
- 대전센터  보관됨 2021-01-11 - 웨이백 머신